# Алисеј
Алисеј (грч. Ἀλυζεύς) је у грчкој митологији био краљ Акарнаније.

## Митологија
Био је син Икарија и Поликасте. Неки извори као његову мајку спомињу и Перибеју. Владао је заједно са својим братом, Леукадијем, а након смрти свог оца. Сматран је оснивачем града Алисеје у својој земљи.